# Best Way Gap
Das Best Way Gap ist ein Gebirgspass an der Ingrid-Christensen-Küste des ostantarktischen Prinzessin-Elisabeth-Lands. In den Vestfoldbergen verbindet er die Davis-Station mit der 31 km westlich liegenden Wetterstation Platcha.
Das Antarctic Names Committee of Australia benannte ihn 1973.